# Arthur Dähn
Arthur Dähn (* 5. August 1907 in Hamburg; † 7. Juni 2004 in Hamburg) war ein deutscher Architekt, Stadtplaner und Baubeamter. Von 1939 bis 1972 arbeitete er bei der Hamburger Baubehörde, zuletzt als Leitender Baudirektor. Dort nahm Dähn eine zentrale Rolle beim Wiederaufbau Hamburgs nach den Zerstörungen des Zweiten Weltkriegs ein.

## Leben und Werk
Im Dritten Reich war Dähn Mitarbeiter von Rudolf Hillebrecht im Büro von Konstanty Gutschow, zuerst bei der Entwicklung eines Generalbebauungsplans für Hamburg, das mit gigantischen Bauten entlang des Elbufers zur „Führerstadt“ umgestaltet werden sollte. Nach zunehmenden Auswirkungen des Luftkriegs änderte sich der Schwerpunkt ab 1941 zur Schaffung von Luftschutzbauten und Behelfswohnungen. Hillebrecht führte die koordinierende Stelle Technischer Einsatz, welche die gesamte Bauwirtschaft der Stadt steuerte, Dähn war Hillebrechts „treuer Assistent“, daneben auch stellvertretender Leiter des Hamburger „Amtes für kriegswichtigen Einsatz“ (AkE). Schon während des Krieges führte Dähn die Statistiken über zerstörten Wohnraum in Hamburg, die er 1953 veröffentlichte.
Nach 1945 war Dähn als Leitender Baudirektor und Beauftragter für Wohnungsbau maßgeblich am Wiederaufbau Hamburgs beteiligt. Bis zu seiner Pensionierung 1972 wurden rund 350 000 Wohnungen errichtet, primär in Neubaugebieten. Zu Dähns weiteren Verdiensten zählt die Konzeption einer Stadterneuerung in älteren Wohnquartieren ab 1965, die dann ab Mitte der 1970er Jahre umgesetzt wurde. 1997 wurde Dähn zum Ehrenmitglied des Architekten- und Ingenieurvereins Hamburg ernannt. Mit 96 Jahren starb er 2004 in Hamburg.

## Schriften (Auswahl)
- Fundamente des Aufbaues, mit Rudolf Hillebrecht. Phönix-Verlag, Hamburg 1948. (=Heft 4, Schriftenreihe des Bundes Deutscher Architekten, Hamburg)
- Gesamtdokumentation Hamburg-Steilshoop : Demonstrativmaßnahme mit experimentellen Wohnformen und Gemeinschaftseinrichtungen. Bundesministerium für Raumordnung, Bauwesen und Städtebau, Bonn-Bad Godesberg 1976 (Band 1) und 1979 (Band 2).
- Ringwälle und Turmhügel : mittelalterliche Burgen in Schleswig-Holstein. Verlag Husum, Husum 2001, ISBN 978-3-88042-850-8.